# 2U
Singles par David Guetta
Another Life
(2017) Versace on the Floor (David Guetta remix)
(2017)
Singles par Justin Bieber
I'm the One
(2017) Friends
(2017)
2U est une chanson du DJ Français David Guetta avec en featuring le chanteur Canadien Justin Bieber, sortie le 7 juin 2017. La chanson sert de premier extrait à l'album 7 de David Guetta, et s'est classée dans le top 10 de plus de 15 pays différents.

## Clip vidéo
Deux clips vidéo existent pour cette chanson. Le premier sort le 9 juin 2017 et met en scène des mannequins de la marque Victoria's Secret (Sara Sampaio, Romee Strijd, Elsa Hosk, Jasmine Tookes, Stella Maxwell et Martha Hunt) effectuant du lip-sync de la chanson lors d'une séance photo. Le second clip sort le 29 septembre 2017 et n'est pas sponsorisé.

## Liste des pistes
| 1. | 2U | 3:15 |

| 1. | 2U                | 3:15 |
| 2. | 2U (Extended Mix) | 3:47 |

| 1. | 2U (Robin Schulz Remix) | 5:21 |

| 1. | 2U (Glowinthedark Remix) | 3:30 |

| 1. | 2U (Morten Remix) | 3:48 |

| 1. | 2U (Afrojack Remix) | 4:24 |

| 1. | 2U (R3hab Remix) | 2:36 |

| 1. | 2U (FRNDS Remix) | 3:09 |

| 1. | 2U (Tom Martin Remix) | 3:10 |

| 1. | 2U (Sub Zero Remix) | 3:29 |

| 1. | 2U (SeeB Remix) | 3:34 |

| 1. | 2U (Tujamo Remix) | 4:37 |

| 1. | 2U (Symphonic) | 3:03 |

## Classements hebdomadaires
| Classements (2017)                      | Meilleure position |
| --------------------------------------- | ------------------ |
| Allemagne (Media Control AG)            | 3                  |
| Australie (ARIA)                        | 2                  |
| Autriche (Ö3 Austria Top 40)            | 2                  |
| Belgique (Flandre Ultratop 50 Singles)  | 3                  |
| Belgique (Wallonie Ultratop 50 Singles) | 8                  |
| Canada (Hot 100)                        | 4                  |
| Danemark (Tracklisten)                  | 2                  |
| Écosse (OCC)                            | 4                  |
| Espagne (PROMUSICAE)                    | 13                 |
| États-Unis (Hot 100)                    | 16                 |
| Finlande (Suomen virallinen lista)      | 3                  |
| France (SNEP)                           | 10                 |
| France (SNEP Ventes)                    | 3                  |
| Irlande (IRMA)                          | 5                  |
| Italie (FIMI)                           | 9                  |
| Norvège (VG-lista)                      | 2                  |
| Nouvelle-Zélande (RMNZ)                 | 4                  |
| Pays-Bas (Nederlandse Top 40)           | 2                  |
| Pays-Bas (Single Top 100)               | 5                  |
| Portugal (AFP)                          | 2                  |
| Royaume-Uni (UK Singles Chart)          | 5                  |
| Suède (Sverigetopplistan)               | 2                  |
| Suisse (Schweizer Hitparade)            | 2                  |